# Spinnakerboom

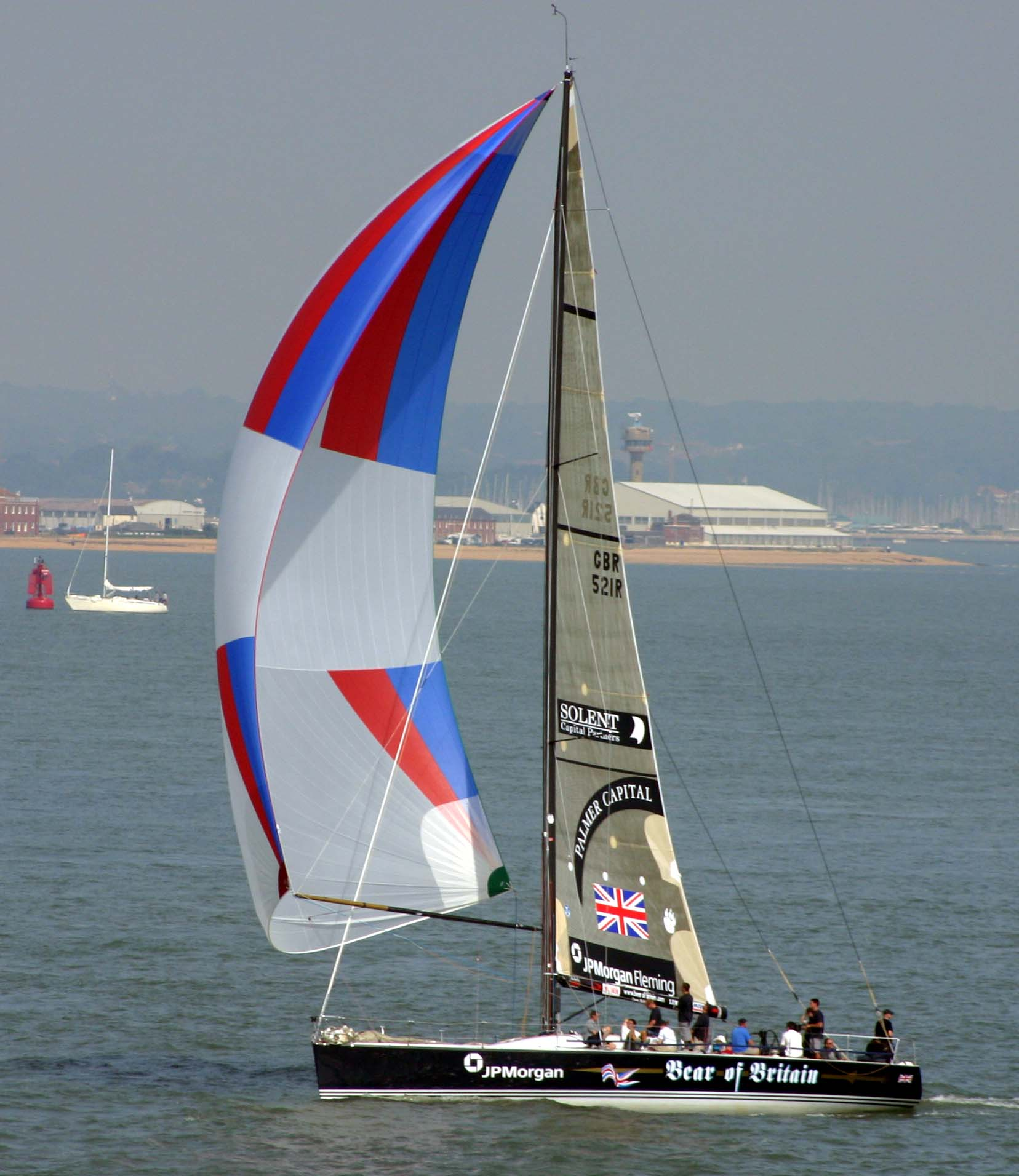
Spinnakerboom

Een spinnakerboom is een stang die gebruikt wordt om de loefzijde van de spinnaker te fixeren. 
Bij het fixeren van de spinnakerboom wordt de ene kant van de spinnakerboom op de mast vastgezet en het andere einde aan de schoot of schoothoek. Afhankelijk van de gevaren koers ten opzichte van de wind wordt de stand van de spinnakerboom aangepast door de loefschoot strakker dan wel losser te zetten. Zo wordt de spinnakerboom bij een voor de windse koers haaks op het schip gezet om de spinnaker zo veel mogelijk achter het grootzeil weg te halen, zodat hij zo veel mogelijk wind vangt. Bij scherpere koersen wordt de spinnakerboom steeds verder naar voren geplaatst. 
Bij kleinere boten is de spinnakerboom vaak symmetrisch, waarbij beide zijden zowel op de mast als aan de schoot of schoothoek gezet kunnen worden. 